# Lorenzo Pestelli
Lorenzo Pestelli (* 30. Juni 1935 in Sevenoaks; † 11. September 1977 in Marrakesch) war ein französischsprachiger Schweizer Schriftsteller.

## Leben
Lorenzo Pestelli wurde 1935 als Sohn eines italienischen Diplomaten und einer belgischen Mutter in England geboren und wuchs in Florenz auf. Er studierte Philosophie an der Universität Löwen und an der Universität Montreal. 1956 heiratete er Michène Caussignac, die nach seinem Tod die zweite Ehefrau des Schriftstellers Maurice Chappaz wurde. Ab 1968 wohnte er mit seiner Familie in Genf. Er starb 1977 bei einem Unfall während einer Saharareise in Marokko.

## Werke
- Falaises d’ocre. Office de diffusion artistique, Namur 1954.
- Poésies de la rue des moutons. Office de diffusion artistique, Namur 1954.
- Le Long été. Cahiers de la Renaissance Vaudoise, Lausanne 1970/71 (2 Bände); Neuausgabe: Éditions Zoé, Genf 2007, ISBN 978-2-88182-601-6.
- Poème ouvert. Africasia, Paris 1971.
- Piécettes pour un paradis baroque. Éditions L’Âge d’Homme, Lausanne 1975.
- Pour une décollation de saint soi-même. Vorwort von Vahé Godel. Zoé, Carouge 1984.
- Départs! Piécettes, poèmes, scories. Textes choisis. La Fureur de lire, Genf 1996.
- Onze lettres à Pénélope. Zoé, Genf 2002, ISBN 2-88182-451-X.